# Chapicuy
Chapicuy es una localidad uruguaya del departamento de Paysandú, y es sede del municipio homónimo. 

## Geografía
La localidad se ubica al noroeste del departamento de Paysandú, a 86 km al norte de la ciudad de Paysandú, cerca del arroyo Carpinchurí, afluente del arroyo Chapicuy Grande, y sobre la ruta 3 en su km 454 aproximadamente, a 36 km al sur de la ciudad de Salto.

## Historia
Chapicuy surgió a partir de la colonia Baltasar Brum en el año 1944, en ese momento solo existía la estación de trenes denominada Chapicuy y junto a ella el almacén Casa Barla Hnos.
En 1968 el Instituto Nacional de Colonización llevó a cabo el fraccionamiento y la venta de solares con lo que se dio inicio a lo que hoy es el centro poblado de Chapicuy.
La fisonomía del centro poblado cambió debido a la construcción de tres complejos habitacionales del plan MEVIR. El primero se inauguró en 1994, el segundo en 1998 y el último en 2010. Cada uno de estos complejos cuenta con más de 54 viviendas.

## Gobierno
En marzo de 2012 quedó instalada la junta local de Chapicuy, mientras que en 2013 fue creado el municipio de Chapicuy, sustituyendo este último a la junta a partir de 2015.

## Población
Su población, de acuerdo a los datos del censo de 2011, es de 735 habitantes.
| 162           | 113 | 196 | 448 | 637 | 735 |
| (Fuente: INE) |     |     |     |     |     |

## Economía
Chapicuy se encuentra en un área de ganadería extensiva, siembra de cultivos de verano e invierno. También existen en la región grandes inversiones en forestación, varias plantaciones de citrus y una plantación de más de 100 hectáreas de arándanos azules.